# Nicolas Heinrich
Nicolas Heinrich (Zwickau, 2 dicembre 2001) è un pistard e ciclista su strada tedesco che corre per il Rad-Net Rose Team. Ha vinto il titolo europeo 2022 nell'inseguimento individuale su pista.

## Palmarès

### Pista
- 2019

Campionati europei, Inseguimento individuale Junior
Campionati del mondo, Inseguimento a squadre Junior (con Tobias Buck-Gramcko, Hannes Wilksch, Pierre-Pascal Keup e Moritz Kretschy)
- 2022

1ª prova Coppa delle Nazioni, Inseguimento individuale (Milton)
Campionati tedeschi, Inseguimento individuale
Campionati tedeschi, Inseguimento a squadre (con Tobias Buck-Gramcko, Theo Reinhardt e Leon Rohde)
Campionati europei, Inseguimento individuale Under-23
Campionati europei, Inseguimento individuale

## Piazzamenti

### Competizioni mondiali
- Campionati del mondo su pista

Francoforte sull'Oder 2019 - Inseguimento a squadre Junior: vincitore
Francoforte sull'Oder 2019 - Inseguimento individuale Junior: 2º
Roubaix 2021 - Inseguimento a squadre: 7º
Roubaix 2021 - Inseguimento individuale: 6º

### Competizioni europee
- Campionati europei su pista

Gand 2019 - Inseguimento a squadre Junior: 3º
Gand 2019 - Inseguimento individuale Junior: vincitore
Fiorenzuola d'Arda 2020 - Inseguimento a squadre Under-23: 3º
Apeldoorn 2021 - Inseguimento individuale Under-23: 2º
Apeldoorn 2021- Inseguimento a squadre Under-23: 4º
Grenchen 2021 - Inseguimento a squadre: 4º
Grenchen 2021 - Inseguimento individuale: 5º
Anadia 2022 - Inseguimento individuale Under-23: vincitore
Anadia 2022 - Inseguimento a squadre Under-23: 5º
Monaco di Baviera 2022 - Inseguimento a squadre: 4º
Monaco di Baviera 2022 - Inseguimento individuale: vincitore